# Gonolobus
Genre
Gonolobus est un genre de plantes dicotylédones de la famille des Apocynaceae, sous-famille des Asclepiadoideae, originaire des régions tropicales d'Amérique, du sud des États-Unis au nord de l'Argentine, qui comprend environ 110 espèces acceptées. Ce sont des plantes grimpantes volubiles, à sève laiteuse (latex).

## Taxinomie

### Synonymes
Selon Plants of the World online (POWO) (13 novembre 2020) :
- Baclea E.Fourn.
- Exolobus E.Fourn.
- Fimbristemma Turcz.
- Microstelma Baill.
- Trichostelma Baill.
- Vincetoxicum Walter

## Liste d'espèces
Selon World Checklist of Selected Plant Families (WCSP) (13 novembre 2020) :
- Gonolobus absalonensis Krings (2007)
- Gonolobus albiflorus W.D.Stevens (2005)
- Gonolobus albomarginatus (Pittier) Woodson (1941)
- Gonolobus aloiensis Krings & F.S.Axelrod (2013 publ. 2014)
- Gonolobus ancorifer W.D.Stevens (2005)
- Gonolobus antennatus Schltr. (1906)
- Gonolobus antioquensis Morillo (1989 publ. 1990)
- Gonolobus aristolochiifolius (Brandegee) Woodson (1941)
- Gonolobus aristolochioides Kunth (1819)
- Gonolobus arizonicus (A.Gray) Woodson (1941)
- Gonolobus asper Decne. (1844)
- Gonolobus asterias W.D.Stevens (2005)
- Gonolobus bakeri Schltr. (1912)
- Gonolobus barbatus Kunth (1819)
- Gonolobus bifidus Hemsl., Biol. Cent.-Amer. (1882)
- Gonolobus breedlovei L.O.Williams, Fieldiana (1968)
- Gonolobus calycosus (Donn.Sm.) Woodson (1941)
- Gonolobus campii Morillo (1989 publ. 1990)
- Gonolobus caucanus Morillo (1989 publ. 1990)
- Gonolobus cearensis Malme (1937)
- Gonolobus chiapensis (Brandegee) Woodson (1941)
- Gonolobus chiriquensis (Woodson) Woodson (1941)
- Gonolobus chloranthus Schltdl. (1833)
- Gonolobus colombianus Morillo (1986 publ. 1987)
- Gonolobus croceus W.D.Stevens (2005)
- Gonolobus cteniophorus (S.F.Blake) Woodson (1941)
- Gonolobus cuajayote W.D.Stevens (2005)
- Gonolobus dasystephanus (S.F.Blake) Woodson (1941)
- Gonolobus dorothyanus Fontella & E.A.Schwarz (1984)
- Gonolobus dussii Krings (2007)
- Gonolobus edulis Hemsl., Biol. Cent.-Amer. (1882)
- Gonolobus erianthus Decne. (1844)
- Gonolobus eriocladon Benth. (1845)
- Gonolobus esmeraldasianus Morillo (2012)
- Gonolobus exannulatus W.D.Stevens (2005)
- Gonolobus farenholtzii Markgr. (1938)
- Gonolobus fimbriatiflorus (Morillo) W.D.Stevens (2000)
- Gonolobus fraternus Schltdl. (1833)
- Gonolobus fuscoviolaceus Woodson (1941)
- Gonolobus fuscus Decne. (1839)
- Gonolobus germanianus Morillo (1988)
- Gonolobus glaberrimus (Woodson) W.D.Stevens (2005)
- Gonolobus gonocarpos (Walter) L.M.Perry (1938)
- Gonolobus grandiflorus (Cav.) Schult. (1820)
- Gonolobus grayumii W.D.Stevens (2005)
- Gonolobus hadrostemma W.D.Stevens (2005)
- Gonolobus hammelii W.D.Stevens (2005)
- Gonolobus haussknechtii K.Schum. (1895)
- Gonolobus heterophyllus (Hemsl.) W.D.Stevens (1983)
- Gonolobus hildegardiae Morillo (1988)
- Gonolobus hystrix (Vell.) Decne. (1844)
- Gonolobus inaequalis L.O.Williams (1968)
- Gonolobus incerianus W.D.Stevens & Montiel (2004)
- Gonolobus iyanolensis Krings (2007)
- Gonolobus jaliscensis B.L.Rob. & Greenm. (1894)
- Gonolobus jamaicensis Rendle (1936)
- Gonolobus lachnostomoides Schltr. (1906)
- Gonolobus lanugiflorus Woodson (1941)
- Gonolobus lasiostemma (Hemsl.) Woodson (1941)
- Gonolobus lasiostomus Decne. (1844)
- Gonolobus leianthus Donn.Sm. (1909)
- Gonolobus lewisii L.O.Williams (1968)
- Gonolobus luridus Decne. (1844)
- Gonolobus macrotis Morillo (1989 publ. 1990)
- Gonolobus manarae Morillo (1985)
- Gonolobus marginatus Schltr. (1906)
- Gonolobus marmoreus (Woodson) Morillo (1988)
- Gonolobus martinicensis Decne. (1844)
- Gonolobus megalocarpus Paul G.Wilson (1958)
- Gonolobus membranaceus Schltr. (1899)
- Gonolobus micranthus Hook.f. ex Hemsl., Rep. Challenger (1884)
- Gonolobus mollis Regel, Index Seminum (LE (1856)
- Gonolobus murphyae Krings & Morillo (2013 publ. 2014)
- Gonolobus nemorosus Decne. (1844)
- Gonolobus niger (Cav.) Schult. (1820)
- Gonolobus ophioglossa Woodson (1942)
- Gonolobus ottonis K.Koch & C.D.Bouché, Index Seminum (B (1855)
- Gonolobus pallidus W.D.Stevens (2005)
- Gonolobus parviflorus Decne. (1844)
- Gonolobus pectinatus Brandegee (1909)
- Gonolobus peruanus Schltr. (1906)
- Gonolobus plowmanii Morillo (2013)
- Gonolobus purpureus Morillo (1989 publ. 1990)
- Gonolobus retusus (Vell.) Decne. (1844)
- Gonolobus riparius Kunth (1819)
- Gonolobus roeanus L.O.Williams, Fieldiana (1968)
- Gonolobus rostratus (Vahl) Schult. (1820)
- Gonolobus rotundus M.E.Jones (1933)
- Gonolobus sagasteguii Morillo (1988)
- Gonolobus salvinii Hemsl., Biol. Cent.-Amer. (1882)
- Gonolobus sandersii W.D.Stevens (2005)
- Gonolobus saraguranus Morillo (1994)
- Gonolobus scaber K.Schum. (1895)
- Gonolobus sidifolius M.Martens & Galeotti (1844)
- Gonolobus sororius A.Gray ex S.Watson (1887)
- Gonolobus spiranthus Juárez-Jaimes, W.D.Stevens & Lozada-Pérez (2009)
- Gonolobus stapelioides Desv. (1825)
- Gonolobus stellatus Griseb. (1862)
- Gonolobus stenanthus (Standl.) Woodson (1941)
- Gonolobus stenosepalus (Donn.Sm.) Woodson (1941)
- Gonolobus stephanotrichus Griseb. (1866)
- Gonolobus stipitatus Morillo (1986 publ. 1987)
- Gonolobus striatus M.Martens & Galeotti (1844)
- Gonolobus suberosus (L.) R.Br. (1811)
  - Gonolobus suberosus var. granulatus (Scheele) Krings & Q.Y.Xiang (2005)
  - Gonolobus suberosus var. suberosus
- Gonolobus taylorianus W.D.Stevens & Montiel (2002)
- Gonolobus tenuisepalus Krings (2002)
- Gonolobus tetragonus (Vell.) Decne. (1844)
- Gonolobus tingens Decne. (1844)
- Gonolobus tobagensis Urb. (1919)
- Gonolobus triflorus M.Martens & Galeotti (1844)
- Gonolobus truncatifolius W.D.Stevens (2005)
- Gonolobus uniflorus Kunth (1819)
- Gonolobus ustulatus W.D.Stevens (2005)
- Gonolobus variabilis W.D.Stevens (2005)
- Gonolobus versicolor Woodson, Publ. Field Columb. Mus. (1944)
- Gonolobus virescens Desv. (1825)
- Gonolobus waitukubuliensis Krings (2007)
- Gonolobus xanthotrichus Brandegee (1908)
- Gonolobus youroumaynensis Krings (2007)